# 多伦多大学校友列表

## 诺贝尔获奖者
| 姓名                                          | 获奖年份 | 领域           | 备注                   |
| --------------------------------------------- | -------- | -------------- | ---------------------- |
| 班廷 Frederick Banting                        | 1923     | 生理学或医学奖 | 外科医师、胰岛素发现者 |
| John James Richard Macleod                    | 1923     | 生理学或医学奖 |                        |
| William Faulkner                              | 1949     | 文学奖         | 示例                   |
| 莱斯特·皮尔逊 Lester B. Pearson               | 1957     | 和平奖         | 加拿大第14任总理       |
| Arthur Leonard Schawlow（页面存档备份，存于） | 1981     | 物理学奖       |                        |
| John Charles Polanyi                          | 1986     | 化学奖         |                        |
| Bertram Brockhouse                            | 1994     | 物理学奖       |                        |
| Walter Kohn                                   | 1998     | 化学奖         |                        |
| James Orbinski                                | 1999     | 和平奖         |                        |
| Oliver Smithies                               | 2007     | 生理学或医学奖 |                        |

## 其他
- 郭永怀，空气动力学家、中国两弹一星元勋
- 钱伟长，中国现代力学、应用数学奠基人，中国科学院院士、上海大学校长
- 刘兆玄，前中华民国行政院长，国立清华大学及东吴大学前校长
- 洪奇昌，民主进步党创党18小组成员，前海峡交流基金会董事长，前國民大會代表、前立法委员及新潮流系前总召集人
- 林家翘，力学家、应用数学家，中国科学院外籍院士、湍流统计及星系密度波理论发展者
- 白求恩（Norman Bethune），医学博士、人道主义者、国际主义者
- 德辅（George William Des Voeux），第十任香港总督，之前曾任斐济和纽芬兰总督
- 蘭茲曼（Melissa Lantsman），加拿大政治人物及現任加拿大保守黨副黨魁、湯山選區國會議員（2021至今）
- 多米尼克·勒布朗，加拿大政治人物及加拿大自由黨黨員，現任加拿大公眾安全部長（2023至今）
- 步达生（Davidson Black），古人类学家，周口店北京人命名者
- 菲尔兹（John Charles Fields），数学家，菲尔兹奖创立者
- 马偕（George Leslie Mackay），传教士、台湾马偕医院及牛津学堂创办人
- 杰夫·史科尔，eBay公司首任总裁
- 大山（Mark Henry Rowswell），著名在华媒体从业人员
- 徐立之，分子遗传学家、香港大学校长
- 梁卓伟，现任香港大学李嘉诚医学院院长、前香港行政长官办公室主任，曾经担任香港食物及衞生局副局长
- 黄创俭，生态学家
- 麦德华，免疫学家、癌症基因专家
- 康寶麗（Bonnie Crombie），加拿大政治人物及安大略自由黨黨魁（2023至今）、密西沙加市長（2014-2024）
- 鄒至蕙，加拿大政治人物及加拿大新民主黨黨員、現任多倫多市長（2023至今）
- 史提芬·古克（Stephen Cook），计算机科学家、NP完备理论开发者、图灵奖获得者
- 杰弗里·辛顿 ( Geoffrey Hinton ) ，计算机科学家、人工神经网路和深度学习专家、2018年图灵奖获得者
- 伊利亚·莎士科尔(Ilya Sutskever) ，计算机科学家、OpenAI首席科学家
- 考克斯特（H.S.M. Coxeter），几何学家
- 麦克卢汉（Marshall McLuhan），传播学家，文学学者，“地球村”等词汇的创造者
- 彭建邦（Patrick Brown），加拿大政治人物及加拿大保守黨黨員，現任賓頓市市長，安大略進步保守黨黨魁（2015-2018），曾任巴里選區國會議員（2006-2015）
- 乔丹·彼得森（Jordan B. Peterson），加拿大心理学教授、临床心理学家、文化评论家，深究荣格心理学和20世紀极权主义
- 林志玲，台湾名模
- 鄭敬基，香港歌手
- 秦家懿（Julia Ching），汉学家
- 陳美齡（Agnes Chan），香港歌手、作家
- 古佩玲（Kelly Gu），香港演員